# التركيبة السكانية في جنوب السودان

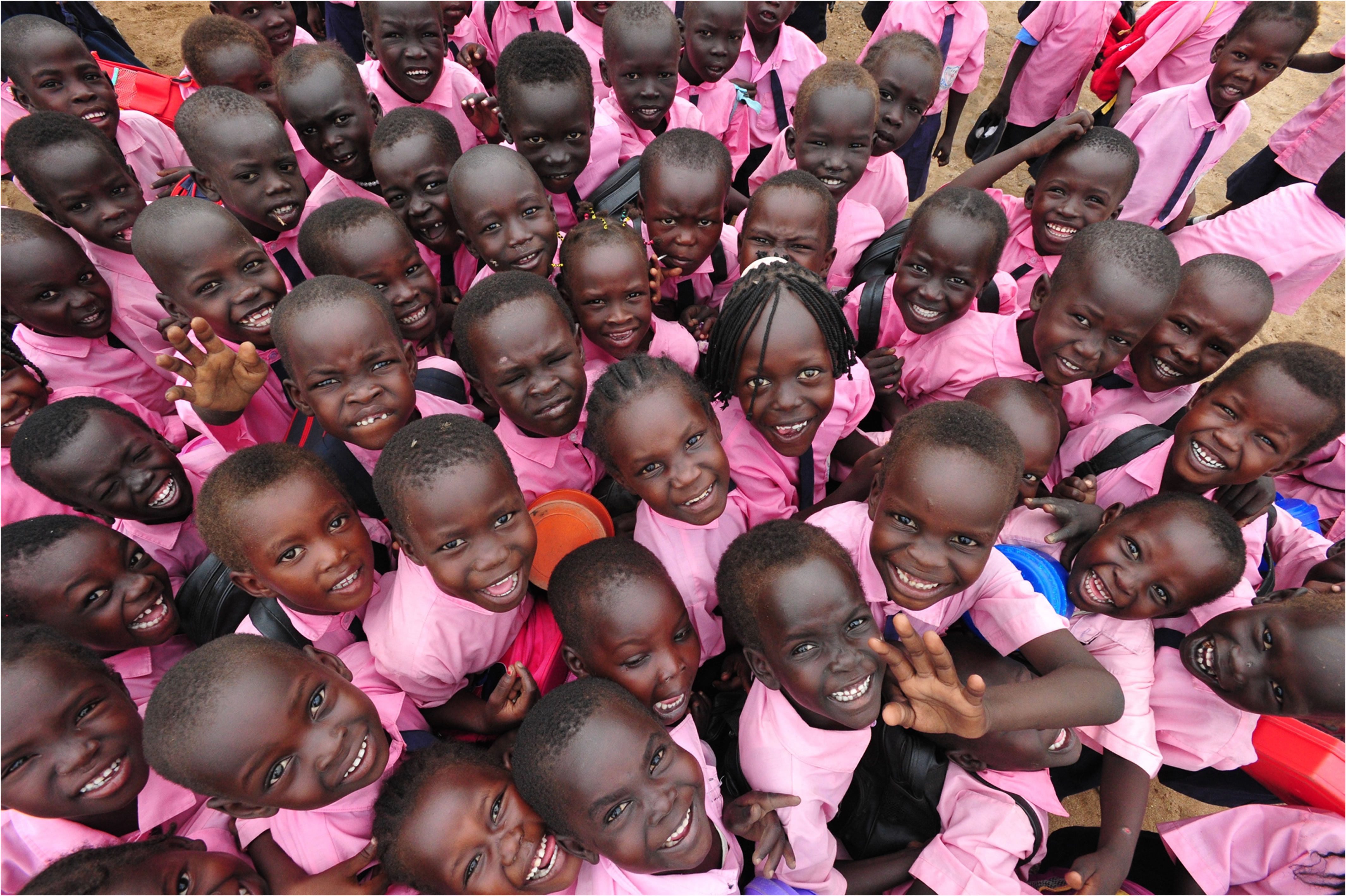
طلاب مدارس ريفية يشاركون في مشروع التعليم الإذاعي التفاعلي لجنوب السودان الممول من الوكالة الأمريكية للتنمية الدولية، يوليو 2010.

جنوب السودان هي موطن لحوالي 60 مجموعة عرقية أصلية و 80 قسمًا لغويًا بين السكان عام 2021 البالغ عددهم حوالي 11 مليون نسمة. من الناحية التاريخية، كانت معظم المجموعات العرقية تفتقر إلى المؤسسات السياسية الغربية الرسمية، حيث يحتفظ المجتمع بالأراضي ويشغل كبار السن منهم حل المشكلات والقضاء. اليوم، لا تزال معظم المجموعات العرقية تتبنى ثقافة الماشية حيث تكون الماشية هي المقياس الرئيسي للثروة وتستخدم لثروة العروس.
غالبية المجموعات العرقية في البلاد ذوي أصل أفريقي هم مسيحيون أو من الذين اليوفقون بين المسيحية والديانات الإفريقية التقليدية. لكن أقلية كبيرة مسلمة أغلبها من القبائل ذات الأصل العربي.

## أنظر أيضاً
- الدين في جنوب السودان